# 大沢つむぎ
大沢 つむぎ（おおさわ つむぎ、10月8日生）は、日本の女性声優。有限会社オフィスコットンキャンディー代表取締役。神奈川県出身。本名は森北 つむぎ（もりきた つむぎ）。
声優としてはアイムエンタープライズに所属していたが、2008年4月18日をもって退所。

## 後任
2008年にアイムエンタープライズを退所して以降は持ち役を降板している。持ち役を引き継いだ声優は以下の通り。
| 後任       | 役名                 | 概要作品                                        | 後任の初担当作品                                                |
| ---------- | -------------------- | ----------------------------------------------- | --------------------------------------------------------------- |
| 朝日奈丸佳 | ミュー・セクスタンス | 『マリーのアトリエ 〜ザールブルグの錬金術士〜』 | 『レスレリアーナのアトリエ 〜忘れられた錬金術と極夜の解放者〜』 |
| 吉住梢     | シア・ドナースターク | 『マリーのアトリエ 〜ザールブルグの錬金術士〜』 | 『レスレリアーナのアトリエ 〜忘れられた錬金術と極夜の解放者〜』 |

## 出演
※太字はメインキャラクター。

### ゲーム
1996年
- タクティクスオウガ（オリビア・フォリナー）
- 探偵 神宮寺三郎 未完のルポ（御苑洋子）
- 伝説のオウガバトル（♀勇者）

1997年
- おどおどおっでぃ（フニフニ）
- マリーのアトリエ 〜ザールブルグの錬金術士〜（シア・ドナースターク、ミュー・セクスタンス、イングリド、ポックス、パテット、ピッケ）
- マジカルドロップ3（ストレングス、ムーン、サン、他）

1998年
- エリーのアトリエ 〜ザールブルグの錬金術士2〜（シア・ドナースターク、イングリド、ミュー・セクスタンス、妖精さん）
- 探偵 神宮寺三郎 夢の終わりに（御苑洋子）
- 慟哭 そして…（羽鳥いつみ）

1999年
- 黒い瞳のノア 〜Cielgris Fantasm〜（ノア）
- ピノッチアのみる夢（ピノッチア、メル、ジュリア・ドゥール）

2000年
- あすは恋して Prime Beat Planet（福沢花梨）
- トリコロールクライシス（アネメア・グレンデル）

2005年
- サムライスピリッツ 天下一剣客伝（チャムチャム、真鏡名ミナ、羅将神ミヅキ）

2019年
- 共闘ことばRPG コトダマン（真鏡名ミナ）

### 特撮
- うたう!大龍宮城（1992年、歌って踊れる野菜の声）